# Дятлов, Анатолий Степанович
Анато́лий Степа́нович Дя́тлов (3 марта 1931, Атаманово, Сухобузимский район, Восточно-Сибирский край, РСФСР, СССР — 13 декабря 1995, Киев, Украина) — заместитель главного инженера по эксплуатации 2-й очереди Чернобыльской АЭС на момент катастрофы. В 1987 году был признан одним из виновных в аварии на ЧАЭС и приговорён к десяти годам заключения. Ответственность за произошедшее отрицал до своей смерти. Утверждал, что авария произошла из-за несоответствия реактора РБМК требованиям ядерной безопасности. Основными виновниками катастрофы называл руководителя программы разработки реактора Анатолия Александрова и главного конструктора Николая Доллежаля.

## Биография
Родился 3 марта 1931 года в селе Атаманово Красноярского края. В возрасте 14 лет сбежал из дома.
В 1945 году поступил в Норильский горно-металлургический техникум, в то же время работал электриком. В 1953—1959 годах учился в Московском инженерно-физическом институте по специальности «автоматика и электроника», окончил с отличием.
Работал на судостроительном заводе имени Ленинского комсомола в Комсомольске-на-Амуре, где руководил секретной лабораторией № 23, снаряжавшей атомные подводные лодки ядерными реакторами. Во время работы на заводе произошёл инцидент, в результате которого Дятлов получил дозу радиации в 100 бэр. Позже у одного из двух его сыновей развилась лейкемия, в результате которой мальчик умер в возрасте девяти лет.
После 14 лет работы на судостроительном заводе в 1973 году Дятлов перевёлся на строящуюся Чернобыльскую АЭС. Он был третьим руководящим специалистом на станции, имевшим практический опыт работы в ядерной отрасли. К тому времени он поучаствовал в сборке, установке и тестировании около 40 реакторов типа ВМ, которые существенно отличались от реакторов РБМК, устанавливавшихся на ЧАЭС. Поэтому Дятлов начал активно изучать всё об этих реакторах, работая по 10 часов в день.

## На Чернобыльской АЭС
В ночь 26 апреля 1986 года Дятлов был старшим по должности на станции, находился на пульте управления четвёртого энергоблока в момент аварии и руководил действиями операторов. Он отвечал в том числе за проведение испытаний режима «выбега турбогенератора», который позволил бы использовать инерционное вращение ротора генератора для обеспечения электропитанием технологических насосов при возможном обесточивании станции. После взрыва считал реактор заглушенным, отдавал приказы обеспечить его охлаждение. По словам Дятлова, ближе к середине ночи он убедился в разрушении реактора после обнаружения на территории станции реакторного графита. Эти сведения подтверждаются воспоминаниями одного из начальников смены четвёртого энергоблока Юрия Трегуба. Согласно Дятлову, ночью он сообщал о разрушении реактора, но его слова были проигнорированы.
26 апреля Дятлов получил большую дозу облучения — 550 бэр (5,5 Зв). Был доставлен в специализированную больницу № 6 в Москве, где вместе с другими работниками ЧАЭС лечился от острой лучевой болезни.
Судебной коллегией под председательством члена Верховного суда СССР Раймонда Бризе Дятлов был признан одним из виновных в аварии и осуждён на 10 лет колонии общего режима по статье 220, части 2 УК УССР (нарушение правил безопасности на взрывоопасных предприятиях). Несмотря на заболевания, в соответствии с которыми осуждённый прекращает отбывание наказания, был этапирован после суда в Киев, в Лукьяновскую тюрьму, и далее в колонию в посёлок Крюково.
Через четыре года, после официальных писем за подписью академика А. Д. Сахарова и других видных деятелей науки, был досрочно освобождён в связи с заболеванием. Лечился в ожоговом центре в Мюнхене. После освобождения Дятлов обращался в различные ведомства, включая МАГАТЭ, отстаивая версию о том, что причиной аварии было несоответствие реактора РБМК требованиям ядерной безопасности. Дал несколько интервью. Написал книгу, в которой описывал и анализировал свое участие в строительстве ЧАЭС, подготовку испытаний режима выбега, аварию на четвёртом блоке, выводы различных комиссий о причинах аварии, отсидку в колонии и свои усилия по реабилитации персонала ЧАЭС. Издана посмертно.
13 декабря 1995 года Дятлов умер от сердечного приступа в возрасте 64 лет. Похоронен в Киеве.
В 2016 году в Интернете появилось видео, снятое у Дятлова дома. В нём Дятлов кратко воспроизводит содержание своей книги, рассказывает свою версию случившегося, делая акцент на недостатках реактора РБМК-1000, приведших к аварии, а также на правильности действий обслуживающего персонала в ночь аварии.

## Оценка деятельности
Коллеги и современники Дятлова характеризовали его как прямого и ответственного сотрудника, жёсткого и требовательного по отношению к подчинённым.

Сразу после приёма смены Дятлов А. С. начал требовать продолжения выполнения программы и, когда Акимов А. Ф. присел на стул, чтобы изучить её, начал упрекать его в медлительности и в том, что он не обращает внимания на сложность ситуации, создавшейся на блоке. Дятлов А. С. окриком поднял Акимова с места и начал его торопить. Во всем происходившем тоже не было ничего необычного, такие методы работы были характерны во взаимоотношениях Дятлова А. С. с подчинённым персоналом.— 

Мы проработали вместе почти 10 лет. У нас не было дружеских отношений в силу большой разницы в возрасте и из-за разного отношения к людям. Он был, на мой взгляд, излишне властным, иногда грубым, особенно с теми, кто уступал ему в силе характера. Он умел заставить человека учиться, но не очень любил учить. Он был интересен в компании, но всегда сохранял дистанцию, демонстрировал свое интеллектуальное превосходство. И делал это иногда в обидной для партнера форме. Но он был профессионалом высшей пробы, человеком широкого кругозора. И сегодня считаю, что в области реакторной физики и технологии он был одним из ведущих специалистов, и не только на Чернобыльской АЭС. Он иногда бросал фразы о том, что РБМК непознаваем. Для нас, молодых, это было удивительным. Мы думали, что уж Дятлов все знает.
— 

Он мог понять ошибки, допущенные персоналом, если они аргументированы, но он абсолютно не мог принять разгильдяйства, некомпетентности и халатного отношения к своим обязанностям. А. С., как правило, отличали прямота, четкость и краткость изложения своей позиции, а это не всегда шло ему на пользу. Характерной чертой его характера было патологическое непринятие всякой неправды и лжи. Если кто-либо был уличен даже в неправдивом изложении событий, не говоря уже об обмане, этому человеку он не верил на слово никогда.— Государственный инспектор по ядерной безопасности Украины А. В. Крят. Воспоминания об Анатолии Степановиче Дятлове.

## В кино
В мини-сериале HBO «Чернобыль» (2019) роль Дятлова сыграл Пол Риттер, а в фильме BBC 2006 года «Пережить катастрофу: Чернобыльская ядерная катастрофа» (Surviving Disaster: Chernobyl Nuclear Disaster) — Роджер Алборо. 

## Награды
- Орден Знак Почёта
- Орден Трудового Красного Знамени[11]